# Sydney International 2018 - Qualificazioni singolare femminile
Le qualificazioni del singolare femminile del Sydney International 2018 sono state un torneo di tennis preliminare per accedere alla fase finale della manifestazione. Le vincitrici dell'ultimo turno sono entrate di diritto nel tabellone principale. In caso di ritiro di una o più giocatrici aventi diritto, a queste sono subentrate le lucky loser, ossia le giocatrici che hanno perso nell'ultimo turno ma che avevano una classifica più alta rispetto alle altre partecipanti che avevano comunque perso nel turno finale.

## Teste di serie
1. Ekaterina Makarova (Spostata nel tabellone principale)
2. Anett Kontaveit (primo turno, ritirata)
3. Carla Suárez Navarro (primo turno)
4. Lauren Davis (primo turno)

1. Carina Witthöft (ultimo turno, Lucky Loser)
2. Maria Sakkarī (primo turno)
3. Mónica Puig (ultimo turno)
4. Catherine Bellis (qualificata)

## Qualificate
1. Catherine Bellis
2. Camila Giorgi

1. Kristie Ahn
2. Verónica Cepede Royg

### Lucky loser
1. Lara Arruabarrena

1. Carina Witthöft

## Tabellone

### Legenda
| - Q = Qualificato - WC = Wild card - LL = Lucky loser | - ALT = Alternate - SE = Special Exempt - PR = Protected Ranking | - w/o = Walkover - r = Ritirato - d = Squalificato |

### Sezione 1
|  | Primo turno | Primo turno            | Primo turno            | Primo turno | Primo turno |  |  | Secondo turno | Secondo turno          | Secondo turno    | Secondo turno    | Secondo turno |   |   | Ultimo turno | Ultimo turno           | Ultimo turno | Ultimo turno | Ultimo turno |  |
|  |             |                        |                        |             |             |  |  |               |                        |                  |                  |               |   |   |              |                        |              |              |              |  |
|  | Alt         | Abigail Spears         | 2                      | 6           | 3           |  |  |               |                        |                  |                  |               |   |   |              |                        |              |              |              |  |
|  |             | Gabriela Dabrowski     | 6                      | 3           | 6           |  |  |               | Gabriela Dabrowski     | 2                | 7                | 4             |   |   |              |                        |              |              |              |  |
|  |             | Alicja Rosolska        | Alicja Rosolska        | 0           | 0           |  |  |               | Ekaterina Aleksandrova | 6                | 5                | 6             |   |   |              |                        |              |              |              |  |
|  |             | Ekaterina Aleksandrova | Ekaterina Aleksandrova | 6           | 6           |  |  |               |                        |                  |                  |               |   |   |              | Ekaterina Aleksandrova | 6            | 3            | 1            |  |
|  |             | Kristína Kučová        | Kristína Kučová        | 6           | 6           |  |  |               |                        | 8                | Catherine Bellis | 3             | 6 | 6 |              |                        |              |              |              |  |
|  |             | Yang Zhaoxuan          | Yang Zhaoxuan          | 1           | 2           |  |  |               | Kristína Kučová        | Kristína Kučová  | 5                | 2             |   |   |              |                        |              |              |              |  |
|  |             | Jennifer Brady         | Jennifer Brady         | 62          | 5           |  |  | 8             | Catherine Bellis       | Catherine Bellis | 7                | 6             |   |   |              |                        |              |              |              |  |
|  | 8           | Catherine Bellis       | Catherine Bellis       | 7           | 7           |  |  |               |                        |                  |                  |               |   |   |              |                        |              |              |              |  |

### Sezione 2
|  | Primo turno | Primo turno         | Primo turno         | Primo turno | Primo turno |  |  | Secondo turno | Secondo turno    | Secondo turno    | Secondo turno   | Secondo turno   |   |   | Ultimo turno | Ultimo turno  | Ultimo turno  | Ultimo turno | Ultimo turno |  |
|  |             |                     |                     |             |             |  |  |               |                  |                  |                 |                 |   |   |              |               |               |              |              |  |
|  | 2           | Anett Kontaveit     | 5                   | 6           | 0r          |  |  |               |                  |                  |                 |                 |   |   |              |               |               |              |              |  |
|  |             | Shūko Aoyama        | 7                   | 4           | 3           |  |  |               | Shūko Aoyama     | Shūko Aoyama     | 2               | 65              |   |   |              |               |               |              |              |  |
|  |             | Camila Giorgi       | Camila Giorgi       | 7           | 6           |  |  |               | Camila Giorgi    | Camila Giorgi    | 6               | 7               |   |   |              |               |               |              |              |  |
|  | WC          | Olivia Tjandramulia | Olivia Tjandramulia | 5           | 2           |  |  |               |                  |                  |                 |                 |   |   |              | Camila Giorgi | Camila Giorgi | 6            | 6            |  |
|  | WC          | Belinda Woolcock    | 5                   | 7           | 6           |  |  |               |                  | 5                | Carina Witthöft | Carina Witthöft | 4 | 1 |              |               |               |              |              |  |
|  |             | Xu Yifan            | 7                   | 5           | 3           |  |  | WC            | Belinda Woolcock | Belinda Woolcock | 1               | 4               |   |   |              |               |               |              |              |  |
|  |             | Anastasia Rodionova | Anastasia Rodionova | 1           | 4           |  |  | 5             | Carina Witthöft  | Carina Witthöft  | 6               | 6               |   |   |              |               |               |              |              |  |
|  | 5           | Carina Witthöft     | Carina Witthöft     | 6           | 6           |  |  |               |                  |                  |                 |                 |   |   |              |               |               |              |              |  |

### Sezione 3
|  | Primo turno | Primo turno          | Primo turno          | Primo turno | Primo turno |  |  | Secondo turno | Secondo turno   | Secondo turno   | Secondo turno | Secondo turno |   |   | Ultimo turno | Ultimo turno | Ultimo turno | Ultimo turno | Ultimo turno |  |
|  |             |                      |                      |             |             |  |  |               |                 |                 |               |               |   |   |              |              |              |              |              |  |
|  | 3           | Carla Suárez Navarro | Carla Suárez Navarro | 1           | 4           |  |  |               |                 |                 |               |               |   |   |              |              |              |              |              |  |
|  |             | Kristie Ahn          | Kristie Ahn          | 6           | 6           |  |  |               | Kristie Ahn     | Kristie Ahn     | 6             | 6             |   |   |              |              |              |              |              |  |
|  | WC          | Tammi Patterson      | Tammi Patterson      | 3           | 65          |  |  |               | Johanna Larsson | Johanna Larsson | 1             | 2             |   |   |              |              |              |              |              |  |
|  |             | Johanna Larsson      | Johanna Larsson      | 6           | 7           |  |  |               |                 |                 |               |               |   |   |              | Kristie Ahn  | Kristie Ahn  | 6            | 6            |  |
|  |             | Duan Yingying        | Duan Yingying        | 6           | 6           |  |  |               |                 | 7               | Mónica Puig   | Mónica Puig   | 4 | 1 |              |              |              |              |              |  |
|  |             | Isabelle Wallace     | Isabelle Wallace     | 2           | 2           |  |  |               | Duan Yingying   | 6               | 4             | 5             |   |   |              |              |              |              |              |  |
|  |             | Alizé Lim            | Alizé Lim            | 2           | 2           |  |  | 7             | Mónica Puig     | 3               | 6             | 7             |   |   |              |              |              |              |              |  |
|  | 7           | Mónica Puig          | Mónica Puig          | 6           | 6           |  |  |               |                 |                 |               |               |   |   |              |              |              |              |              |  |

### Sezione 4
|  | Primo turno | Primo turno          | Primo turno       | Primo turno | Primo turno |  |  | Secondo turno | Secondo turno        | Secondo turno     | Secondo turno        | Secondo turno        |   |   | Ultimo turno | Ultimo turno      | Ultimo turno      | Ultimo turno | Ultimo turno |  |
|  |             |                      |                   |             |             |  |  |               |                      |                   |                      |                      |   |   |              |                   |                   |              |              |  |
|  | 4           | Lauren Davis         | Lauren Davis      | 4           | 4           |  |  |               |                      |                   |                      |                      |   |   |              |                   |                   |              |              |  |
|  |             | Lara Arruabarrena    | Lara Arruabarrena | 6           | 6           |  |  |               | Lara Arruabarrena    | Lara Arruabarrena | 6                    | 6                    |   |   |              |                   |                   |              |              |  |
|  | WC          | Sara Tomic           | 2                 | 7           | 6           |  |  | WC            | Sara Tomic           | Sara Tomic        | 2                    | 3                    |   |   |              |                   |                   |              |              |  |
|  |             | Ons Jabeur           | 6                 | 5           | 4           |  |  |               |                      |                   |                      |                      |   |   |              | Lara Arruabarrena | Lara Arruabarrena | 4            | 1            |  |
|  |             | Kateryna Bondarenko  | 64                | 7           | 0           |  |  |               |                      |                   | Verónica Cepede Royg | Verónica Cepede Royg | 6 | 6 |              |                   |                   |              |              |  |
|  |             | Christina McHale     | 7                 | 6           | 0r          |  |  |               | Kateryna Bondarenko  | 6                 | 3                    | 64                   |   |   |              |                   |                   |              |              |  |
|  |             | Verónica Cepede Royg | 6                 | 3           | 6           |  |  |               | Verónica Cepede Royg | 2                 | 6                    | 7                    |   |   |              |                   |                   |              |              |  |
|  | 6           | Maria Sakkarī        | 4                 | 6           | 3           |  |  |               |                      |                   |                      |                      |   |   |              |                   |                   |              |              |  |